# Inkatha
El Inkatha Freedom Party o Partido de la Libertad Inkatha (IFP en sus siglas en inglés) es un partido político nacionalista zulú de Sudáfrica. Desde 2019 está dirigido por Velenkosini Hlabisa.

## Historia
El IFP fue fundado en 1975 por Gatsha Mangosutu Buthelezi, un trabajador miembro de la Liga de Jóvenes del Congreso Nacional Africano (ANC Youth League), y fue originalmente conocido como el Movimiento de Liberación Cultural Inkatha. Usando una estructura tomando como modelo el Inkatha, una organización cultural de 1920 de zulúes, establecida por el líder zulú, el Rey Solomon kaDinuzulu. El partido fue establecido en lo que es ahora la provincia de KwaZulu-Natal, rama del partido que surgió y creció con rapidez en el Transvaal, el Estado Libre de Orange y el Cabo Oeste.
A partir de 1980, el Inkatha rompe con la ANC, recibiendo armas del Vlakplaas, un escuadrón al servicio de la policía sudafricana. Tras el establecimiento del bantustán de KwaZulu en 1981, Mangosutu Buthelezi pasa a ocupar el gobierno del mismo.
A principios de la década de 1990, durante las negociaciones constitucionales sobre el desmantelamiento del apartheid, el Inkatha se unió al Partido Conservador en la Alianza de las Libertades destinada a frustrar las negociaciones y reforzar la idea de una Sudáfrica dividida étnica y territorialmente.
El 17 de junio de 1992, tres meses después del referéndum sobre el fin del apartheid, miembros del Inkhata masacran a 46 residentes del municipio de Boipatong, ante la mirada pasiva de la policía. La Comisión de la Verdad y la Reconciliación estableció posteriormente que los milicianos de Inkhata habían sido llevados al lugar de los hechos en vehículos de la policía.
En las primeras elecciones libres de 1994 obtuvo 2.058.294 votos (un 10,54 % de los votos), lo que le dio derecho a formar parte del gobierno de unidad nacional. También obtuvo la mayoría en KwaZulu-Natal. Sin embargo, en posteriores convocatorias electorales su apoyo ha ido declinando progresivamente.

## Resultados electorales
|  | 10.54 % |

|  | 8.58 % |

|  | 6.97 % |

|  | 4.55 % |

|  | 2.40 % |

|  | 3.38 % |